# Jefferson Hall
Jefferson Hall (Coventry, 6 december 1977) is een Engelse acteur. Hij werkt vaak samen met regisseur Christopher Nolan. Internationaal gezien is hij het meest bekend van zijn rollen in de tv-series Game of Thrones, Vikings, Taboo en House of the Dragon.

## Filmografie
- Library of Congress Control Number: no2016050302
- Virtual International Authority File: 57146331757718690509